# Cephaloscyllium isabellum
Cephaloscyllium isabellum és una espècie de peix de la família dels esciliorrínids i de l'ordre dels carcariniformes.

## Morfologia
- Els mascles poden assolir 100 cm de longitud total.[1][2]

## Reproducció
És ovípar.

## Hàbitat
És un peix marí de clima subtropical i associat als esculls de corall que viu entre 5-690 m de fondària.

## Distribució geogràfica
Es troba a Nova Zelanda.